# Giovanni Froscianti
Giovanni Froscianti (o Fruscianti) (Collescipoli, 20 novembre 1811 – Collescipoli, 31 gennaio 1885) è stato un patriota italiano.

## Biografia
Partecipò alla preparazione dei moti rivoluzionari del 1853 e 1854 con il nome di battaglia di Mustafà. Abbandonato in giovane età il seminario dove studiava, abbracciò il pensiero mazziniano, e fu un seguace della prima ora di Giuseppe Garibaldi. Partecipò alle tre guerre d'indipendenza e alla Spedizione dei Mille. Nelle milizie garibaldine raggiunse il grado di colonnello, ma il Governo nazionale gli riconobbe solo quello di capitano che aveva avuto coi governi del '48 e del '49. Ricordano le sue benemerenze patriottiche due medaglioni in marmo sul fronte del palazzo municipale di Collescipoli.
Durante la Spedizione dei Mille fu costantemente al fianco di Garibaldi, del quale divenne amico e confidente al punto che, dopo la Terza Guerra di Indipendenza, venne chiamato a Caprera per amministrare i beni del Generale.
Tornato nella natia Collescipoli, in provincia di Terni, vi morì nel 1885.